# Tanja Gellenthien
Tanja Gellenthien (født Tanja Jensen 21. juli 1995) er en dansk bueskytte, der konkurrerer i compound-klassen. Hun vandt guldmedalje i kvindernes individuelle compound-disciplin ved EM i bueskydning 2021, der blev afholdt i Antalya, Tyrkiet.
Gellenthien og Stephan Hansen vandt guldmedalje i compound for mixed team (blandet hold) ved EM i bueskydning 2022, der blev afholdt i München, Tyskland. Ved European Games i Polen i 2023 satte de to bueskytter verdensrekord for mixed team compound med 1429 point i turneringens indledende runde.
Hun repræsenterede Danmark ved World Games 2022, der blev afholdt i Birmingham i Alabama, USA.
Gellenthien vandt kvindernes compound-klasse i den prestigefyldte turnering Vegas Shoot i Las Vegas, USA i 2017, 2023 og 2024. Hun blev nummer to i turneringen i 2022.
Gellenthien og Mathias Fullerton vandt sølvmedalje i mixed team compound ved European Games 2023  i Polen. Hun tabte sin kamp om bronze i kvindernes indiduelle compoundkonkurrence.
Gellenthien er gift med den amerikanske bueskytte Braden Gellenthien. De blev gift 20. oktober 2020.